# Фриденау
Фридена́у (нем. Friedenau) — район в седьмом административном округе Берлина Темпельхоф-Шёнеберг. Расположен в северо-западной части округа. До 2001 года Фриденау вместе с соседним Шёнебергом входил в бывший округ Шёнеберг. Фриденау — самый маленький по площади район Берлина, вместе с тем он имеет наибольшую плотность населения во всей столице.

## Положение района
Граница района проходит на севере параллельно Берлинскому Рингбану. На западе вдоль Лаубахер-штрассе (нем. Laubacher Straße) Фриденау граничит с Вильмерсдорфом, на юго-западе вдоль Борнштрассе (нем. Bornstraße) — с Штеглицем. На востоке район отделяется от соседнего района Шёнеберг улицами Хауптштрассе (нем. Hauptstraße) и Фрегештрассе (нем. Fregestraße).
Городское планирование Фриденау весьма структурировано. Большинство зданий района возникло в XX веке. Поэтому Фриденау имеет весьма единообразную архитектуру. 185 объектов района находятся под защитой как памятники архитектуры. Разумеется, во время бомбёжек Второй мировой войны многие части района были разрушены, поэтому в городском облике Фриденау имеются «дыры», многие из которых были, однако, заполнены новостройками после войны. Новые здания часто не вписываются в гомогенную архитектуру Фриденау.

## История

### Возникновение Фриденау

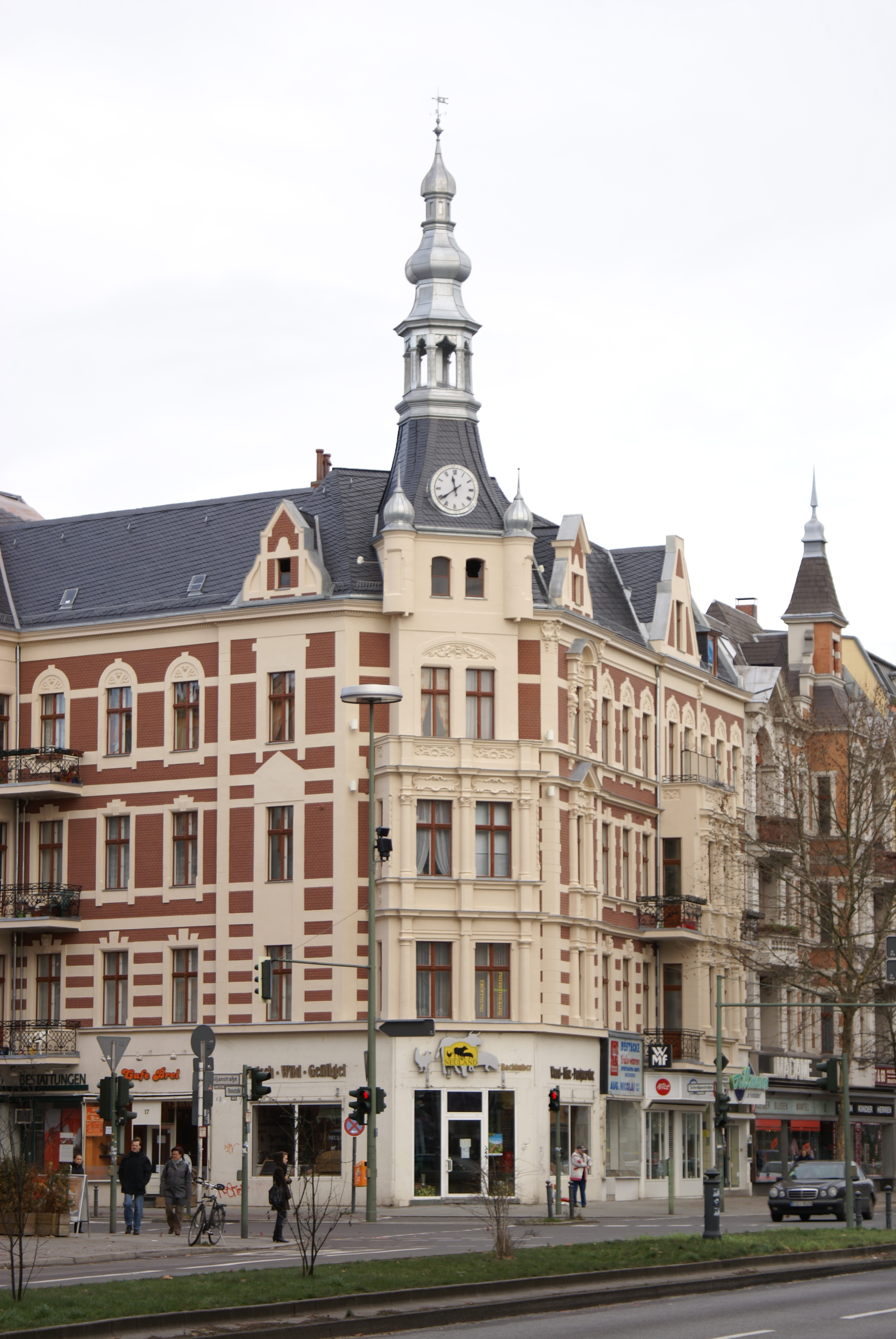
Типичный жилой дом эпохи грюндерства

В отличае от других исторических поселений Берлина Фриденау не имеет многовековой истории. Он был построен «с нуля» во времена кайзера Вильгельма II. Всего через несколько месяцев после окончания Франко-прусской войны в 1871 году более 50 000 человек остро нуждались в жилье в Старом Берлине, так что вскоре после войны столицу охватила массовая стройка. Основанный 9 июля 1871 года строительный союз должен был в период 1871—1875 годов построить недорогое и практичное жильё.
Селение на юго-западе от Берлина было построено по чёткому плану. На бывшей Рингштрассе (нем. Ringstraße) (сейчас Дикхардштрассе — нем. Dickhardtstraße) возникли первые здания. 9 ноября 1874 года Фриденау было включено в состав района Тельтов (прусская провинция Бранденбург) в качестве самостоятельной сельской общины.
В 1875 году во Фриденау проживало 1 104 человек в 258 квартирах. В 1912 году число жителей Фриденау достигло около 43 000 человек. Население Фриденау в следующие годы также стремительно росло. К 1914 году здесь преобладали хорошо оборудованные дома с садами, лифтами и большими квартирами.
Между 1913-18 годами во Фриденау возникло множество общественных строений, в частности ратуша Фриденау и импозантное здание бывшего кайзеровского почтамта I класса (сейчас почтамт 410) архитектора Людвига Мейера.

### В составе Берлина
1 октября 1920 года, согласно Закону о Большом Берлине, территория Фриденау была включена в черту города Берлина. При этом из сельской общины Фриденау и городской общины Берлин-Шёнеберг (обе входили в состав прусской провинции Бранденбург) был образован административный округ Шёнеберг.
Во времена Третьего рейха во Фриденау на улице Фрегештрассе 76 (нем. Fregestraße) проживал министр пропаганды национал-социализма Йозеф Геббельс. В ночь погрома с 9 на 10 ноября 1938 года во Фриденау в доме на Штирштрассе 21 (нем. Stierstraße) были разрушены находящиеся в нём принадлежавшие евреям магазины, лавки, врачебные практики.
В одной из квартир в доме 79 на сегодняшней Бундесаллее (нем. Bundesallee) в 1943 года Эдит Вольф организовала клуб еврейской молодёжной повстанческой организации «Chug Chaluzi». Часть группы «Красная капелла» также пряталась под крышами домов Вильгельмсхёэр-Штрассе 17-20 (нем. Wilhelmshöher Straße).
После Второй мировой войны с 29 апреля по 30 июня 1945 года Фриденау находился под советской оккупацией, но вскоре был передан американскому сектору. В сравнении с другими районами Берлина, Фриденау не был столь сильно разрушен во время войны, поэтому и сегодня в нём сохранилось множество довоенных построек.
В 2001 году в ходе административной реформы по уменьшению числа округов в Берлине округ Шёнеберг был разделён на районы Фриденау и Шёнеберг, которые вместе с районами Темпельхоф, Мариенфельде, Мариендорф и Лихтенраде бывшего округа Темпельхоф образовали новый укрупнённый административный округ Темпельхоф-Шёнеберг.

## Достопримечательности

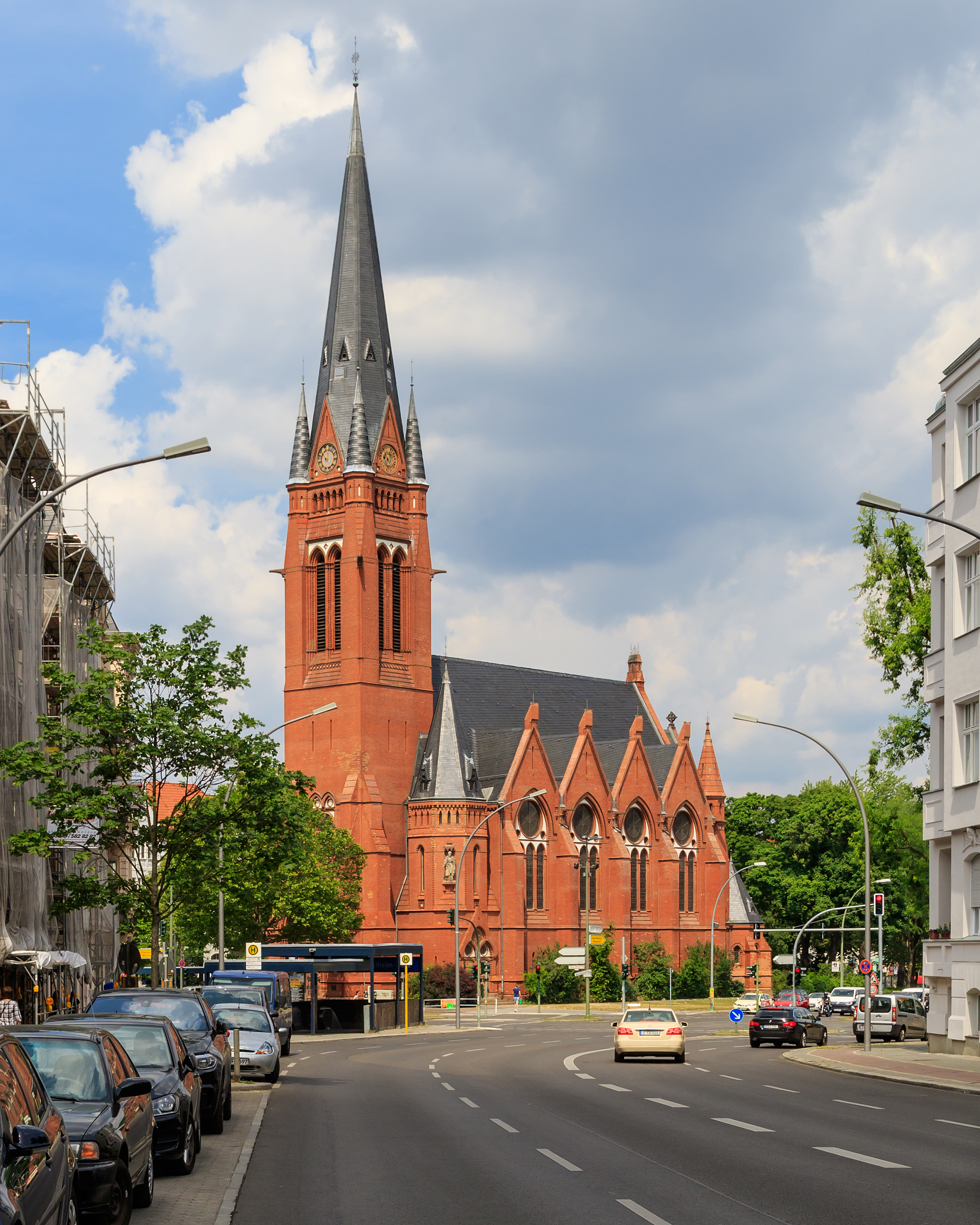
Фридрих-Вильгельм-Плац
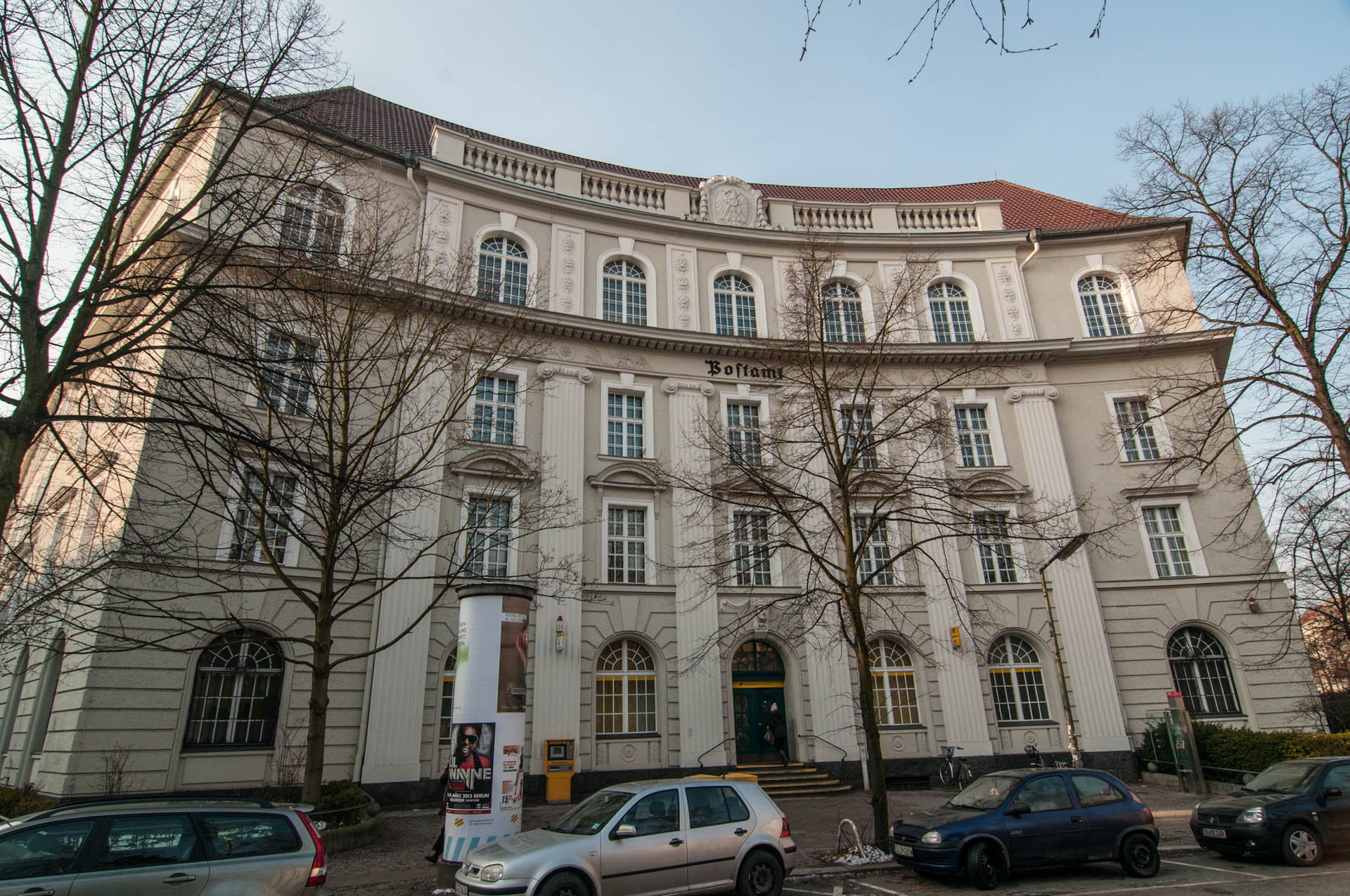
Здание почтамта
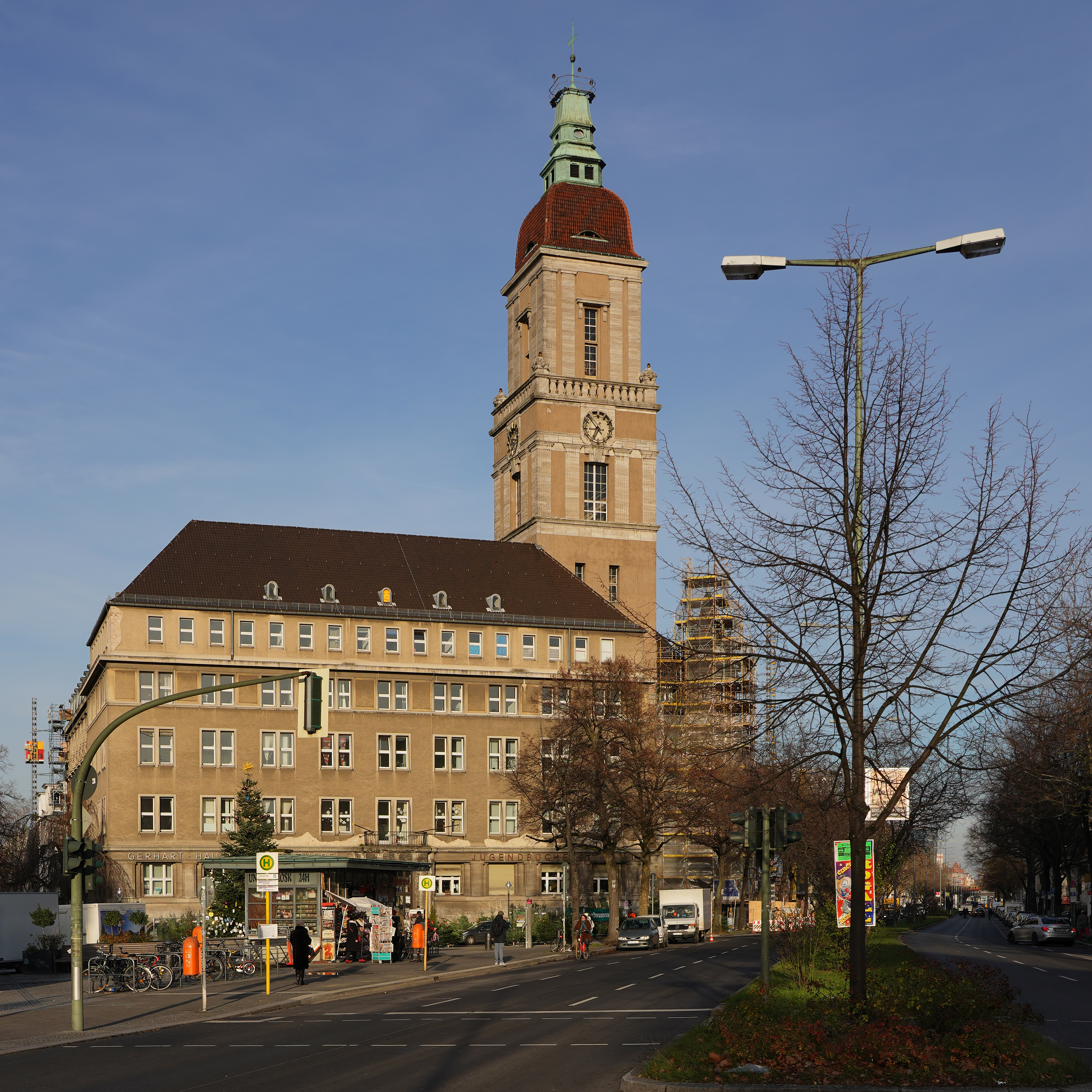
Ратуша Фриденау
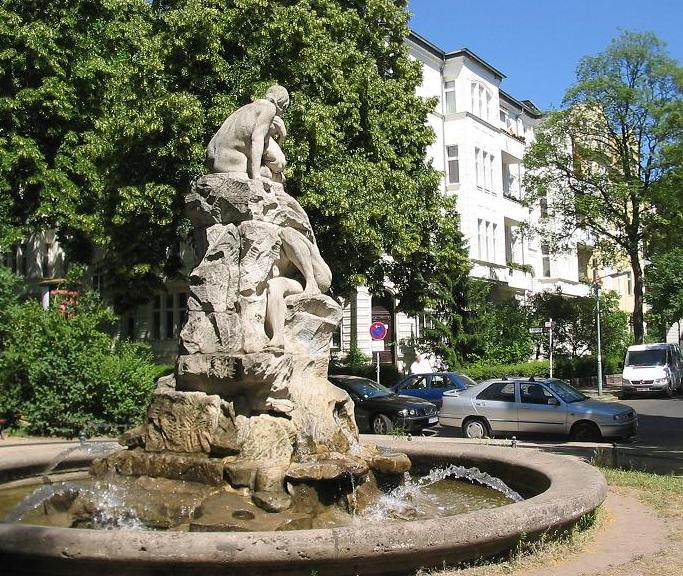
Фонтан на Перельсплац
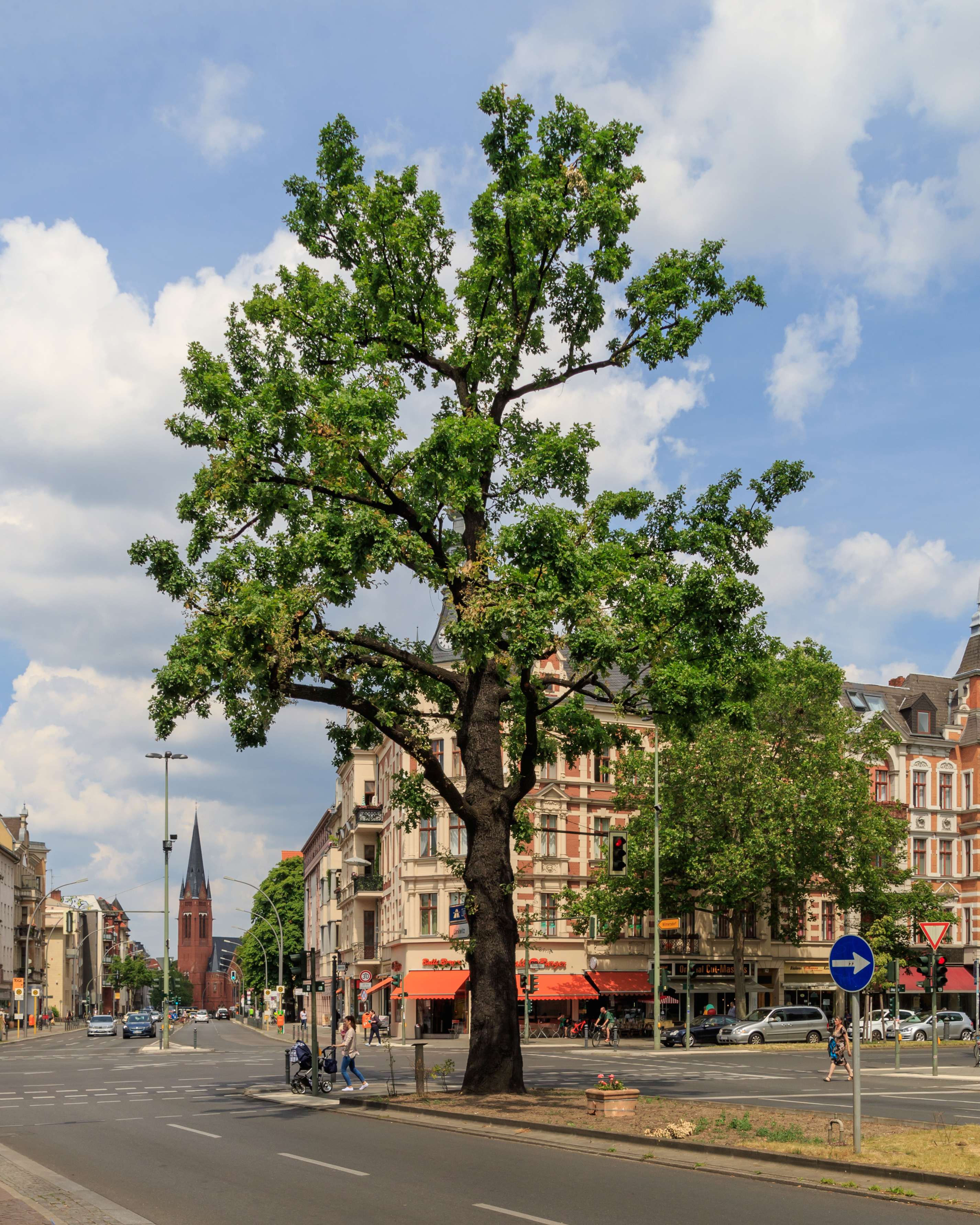
Дуб кайзера (памятник природы)